# Auðunar þáttur vestfirska

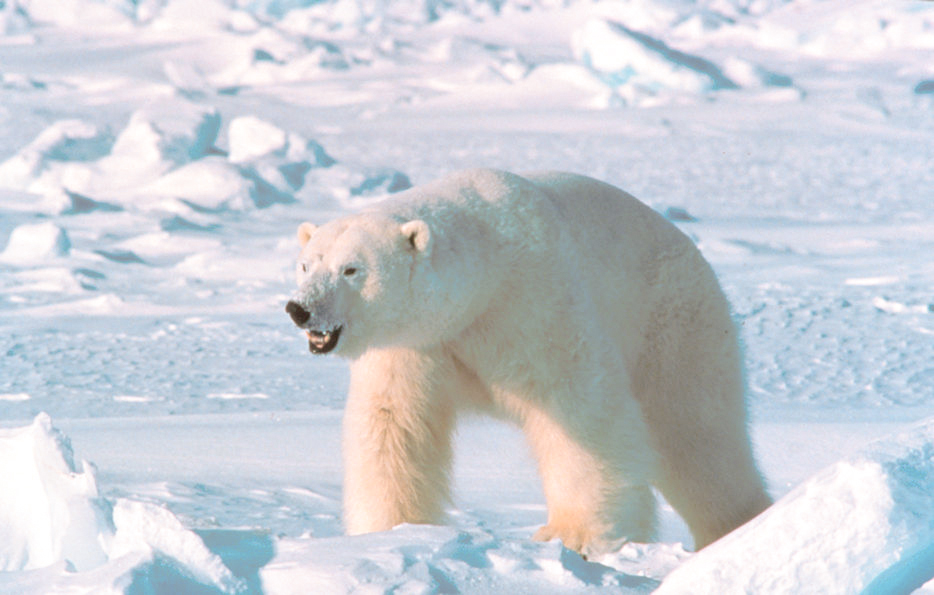
Audun tog med sig en isbjörn från Grönland via Norge till Danmark.

Auðunar þáttur vestfirska (Audun västfjordings saga i svensk översättning, Auðunar þáttr vestfirzka på fornnordiska) är en tåt, en kort islänningasaga, från 1200-talet. Historien, som har mer prägel av att vara ett äventyr än en historisk berättelse, utspelar sig på Grönland, i Norge och Danmark runt åren 1047–1066, och skildrar huvudpersonen Auduns möte med två kungar. Tåten har blivit beskriven som "en av de finaste och mest uppskattade av alla medeltida isländska kortsagor".
Den fattiga islänningen Audun från Västfjordarna tar tjänst hos en handelsman som reser mellan Grönland och Norge. Han hittar en isbjörn som han beslutar sig för att skänka till kung Sven Estridsson av Danmark. På vägen dit stannar han vid kung Harald Hårdrådes hov i Norge. Kung Harald vill köpa björnen, men Audun avvisar erbjudandet och håller fast vid sin plan, trots att det är känt att det råder fiendskap mellan de båda kungarna. Auduns uppriktiga ärlighet och beslutsamhet vinner bägge kungarnas respekt och Audun blir rikt belönad av dem båda.
Texten finns bevarad i Morkinskinna och Flateyjarbók samt flera andra handskrifter. Den har översatts till svenska av Frans G. Bengtsson (1938), Hjalmar Alving (1943), Åke Ohlmarks (1963) och Sven B.F. Jansson.